# Флора (митология)
Флора (на латински: Flora от flos, „цвете“) е римска богиня на цветята и градините. Празниците в нейна чест били наречени флоралии и на олтара ѝ слагали житни класове. Игрите в чест на Флора се съпровождали с весела разюзданост, с участието на простолюдието и проститутките.